# چیغدم‌تپه (بایبورد)
چیغدم‌تپه {{ترکی|Çiğdemtepe) (به ارمنی: Թոմլա) (به کردی: Tomleya Jêrîn) یک منطقهٔ مسکونی در ترکیه است که در بایبورد واقع شده‌است. چیغدم‌تپه ۳۶۷ نفر جمعیت دارد.